# Outlook Express
Outlook Express (prescurtat OE, în Microsoft Support Knowledge Base și OLEXP) este un editor de poștă electronică și cititor de știri care a fost inclus în multe dintre versiunile anterioare de Windows. Începând cu Windows Vista, Outlook Express a fost înlocuit de Windows Mail.